# Mẫu (đơn vị đo)
Mẫu là một đơn vị đo lường diện tích cũ của một số nước trong khu vực Đông Á, như Trung Quốc và Việt Nam.

## Việt Nam
Trong hệ đo lường cổ của Việt Nam, mẫu (chữ Nho 畝, là một đơn vị đo diện tích. Một mẫu bằng 10 công (1 công = 1 sào).
1 công hay 1 sào đất nam bộ là 1 000 m², ở trung bộ là 500 m², ở Bắc bộ là 360 m².
Một mẫu tính theo mét hệ bằng 3600 mét vuông và một công là 360 m².
Cách tính diện tích theo đơn vị mẫu hay sào khá tùy tiện, tùy theo từng vùng. Chẳng hạn, ở Bắc Bộ 1 mẫu là 3600 m²; Trung Bộ thì 1 mẫu là 4 970 m²; còn ở Nam Bộ thì 1 mẫu là 10 000 m².
Đơn vị mẫu cũng như sào hiện vẫn còn được sử dụng trong nông nghiệp ở Việt Nam.
Tuy nhiên, để thông dụng nhất, dễ dàng tính toán người ta hay dùng theo hệ thập phân của Nam Bộ, tức 1 công đất là 1 000 m², 1 mẫu đất bằng 10 công, tương đương 10 000 m², bằng 1 hecta.

## Trung Quốc
Tại Trung Quốc, mẫu có nguồn gốc từ tỉnh điền chế thời Hạ, Thương, Chu, trong đó mỗi thửa ruộng hình vuông được chia đều thành 9 mảnh, với mảnh ở trung tâm do dân gieo trồng nhưng thuộc về nhà nước còn sản phẩm thu được từ tám miếng bao quanh là của dân. Một mẫu (亩/畝) bằng khoảng 667 m² hay 60 phương trượng (mỗi phương trượng bằng khoảng 11,111 m²). Khoảng 15 mẫu bằng một hecta sau này.

## Khác
Mẫu cũng có thể là viết tắt của mẫu Anh (tiếng Anh Acre), đơn vị thường dùng để đo diện tích đất đai tại Anh, Mỹ, tương đương 4.046,8564224 mét vuông.